# Сервий Сульпиций Гальба (претор 187 года до н. э.)
Сервий Сульпиций Га́льба (лат. Servius Sulpicius Galba; умер после 183 года до н. э.) — римский политический деятель из патрицианского рода Сульпициев, претор 187 года до н. э. Четыре раза подряд (в 186—183 годах до н. э.) претендовал на консулат, но неизменно терпел поражение. После этого он исчез из источников.

## Биография
Сервий Сульпиций принадлежал к знатному патрицианскому роду Сульпициев, предположительно происходившему из Камерина. Первый Сульпиций (из упоминающихся в источниках) был консулом в 500 году до н. э., а в дальнейшем представители этого рода регулярно занимали высшие римские должности. Неизвестно точно, кто именно был отцом Сервия — Публий Сульпиций Гальба Максим, консул 211 и 200 годов до н. э., или его брат Сервий Сульпиций Гальба, курульный эдил 209 года до н. э.
Первые упоминания о Сервии Сульпиции в сохранившихся источниках относятся к 189 году до н. э., когда он занимал должность курульного эдила Вместе со своим коллегой Публием Клавдием Пульхром Гальба оштрафовал ряд хлеботорговцев за утаивание зерна и на полученные таким образом средства поставил в одном из римских храмов двенадцать позолоченных щитов. В 187 году до н. э. Сервий стал претором — снова вместе с Публием. Правда, Тит Ливий утверждает, будто его коллегой на этот раз был старший брат Публия, Аппий, но здесь историк явно ошибся.
Гальбе досталось самое почётное место в коллегии — пост городского претора (praetor urbanus). В те времена (до принятия закона Виллия) минимальный временной промежуток между высшими магистратурами составлял всего один год, так что уже в 186 году до н. э. Сервий выдвинул свою кандидатуру в консулы. Его противником в борьбе за единственно возможное место консула-патриция стал Аппий Клавдий Пульхр, который и выиграл выборы. Годом позже Гальба опять стал кандидатом и проиграл второму Пульхру — своему бывшему коллеге Публию; тут ключевую роль сыграла поддержка последнего братом-консулом. Другими неудачливыми соискателями-патрициями в 185 году до н. э. были Луций Эмилий Павел (впоследствии Македонский) и Квинт Фабий Лабеон.
Два последующих года Сервий Сульпиций выдвигал свою кандидатуру и терпел поражения — сначала от Лабеона, потом от Павла. Судя по всему, Павел после этого стал его врагом. После 183 года до н. э. Гальба уже не претендовал на консулат, и упоминания о нём исчезают из источников. По-видимому, после четырёх неудач подряд он потерял надежду на продолжение карьеры.
Марк Туллий Цицерон в трактате «Учение академиков» упоминает некоего Сервия Гальбу, который был соседом поэта Квинта Энния и гулял с ним в саду. Речь может идти либо о преторе 187 года до н. э., либо о его сыне.
У Сервия Сульпиция был сын того же имени, консул 144 года до н. э. и выдающийся оратор.